# Declaración de Malé sobre la dimensión humana del cambio climático global

La bandera de las Maldivas.

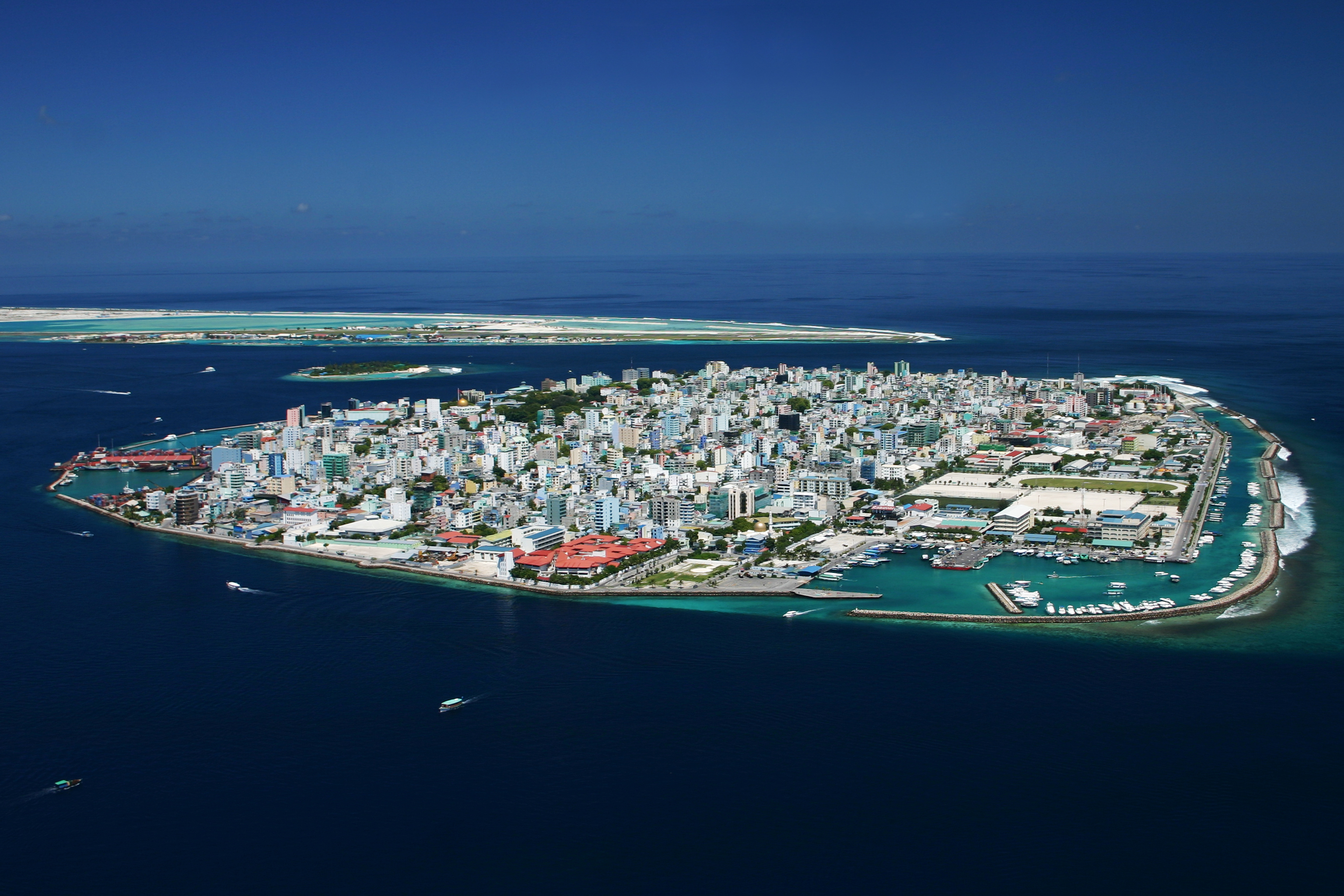
El peligro es claro en la capital de Malé.

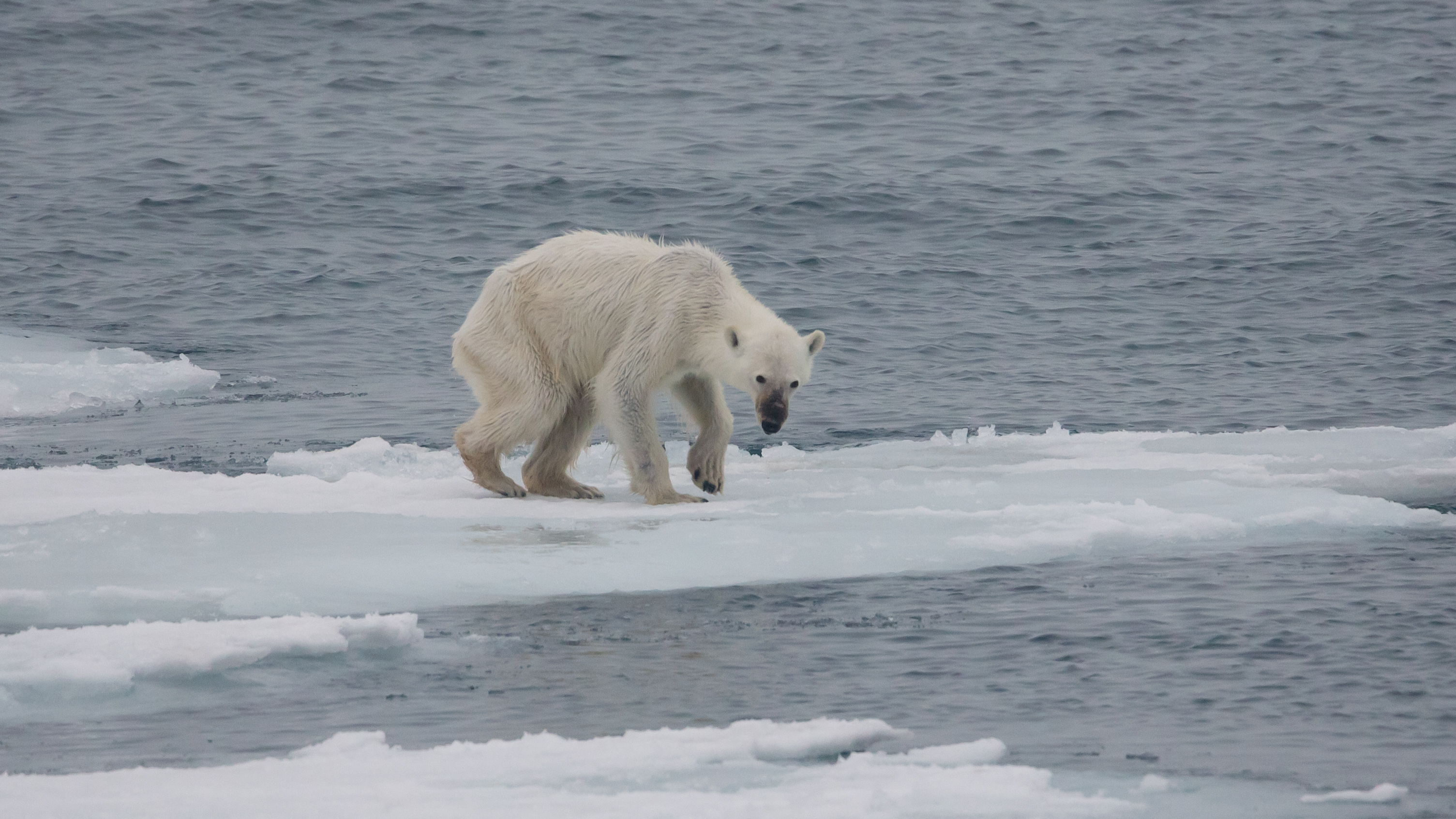
Oso polar hambriento debido al cambio climático global.

La Declaración de Malé sobre la dimensión humana del cambio climático global es un tratado elaborado por representantes de los pequeños estados insulares en desarrollo que se reunieron para firmar la declaración en el noviembre de 2007. La Declaración estableció una estrategia y un camino claros para vincular el cambio climático y los derechos humanos, y cambiar la agenda de la campaña para prevenir el cambio climático, así como crear la nueva Convención Marco de las Naciones Unidas sobre el Cambio Climático (CMNUCC). Había poca conexión entre el cambio climático y los derechos humanos, pero la declaración dejó en claro que el derecho al medio ambiente es un preludio del disfrute de todos los demás derechos humanos.
Las visitas de Mary Robinson a muchos países amenazados y sus comentarios sobre los vínculos entre el cambio climático y los derechos generales de la conexión llamaron la atención internacional. En Maldivas, el cambio climático ya está ocurriendo y se ha comprendido que, a nivel internacional, los derechos humanos proporcionan un marco útil para cambiar la agenda. Las islas en cuestión formaron una coalición amplia y poderosa, organizando reuniones en Ginebra, Nueva York y Malé. La capital de las Maldivas es Malé y está ubicada en una isla del mismo nombre; la población en el censo de 2014 era 133.019. Las islas están en peligro de extinción debido al aumento del nivel del mar.
La declaración destacó la necesidad de estrategias para lidiar con el cambio climático, tanto en términos de adaptación o mitigación, como para delinear el resultado de un escenario 'sin cambios' para los humanos, como individuos y comunidades. Desde el principio se entendió que el conjunto actual de normas y principios de derechos humanos ofrecía una base sólida para pensar y actuar de manera responsable y eficaz a este respecto.

## Naciones Unidas
La Declaración de la ONU pidió al Consejo de Derechos Humanos de la ONU que centrara su atención en los impactos del cambio climático y los derechos humanos, y el Consejo de Derechos Humanos respondió al llamado. A solicitud de la Declaración de Malé, la Oficina del Alto Comisionado para los Derechos Humanos publicó el primer estudio que identifica formas específicas en las que el cambio climático (específicamente, el calentamiento global) interfiere con el pleno disfrute de los derechos humanos, enfatizando que los Estados tienen el deber de trabajar juntos protegiendo los derechos humanos frente al cambio climático. Como resultado del cambio climático, millones de personas que viven hoy en día no podrán disfrutar de los derechos humanos básicos, incluidos los derechos a la vida, la salud, a un nivel de vida adecuado y a la libre determinación.
El segundo pilar es que los estados tienen obligaciones bajo la ley de derechos humanos en relación con las medidas de mitigación, adaptación y respuesta al cambio climático. Los documentos reciente de la ONU señalan que los Estados deben "poner los derechos humanos en el centro de cómo manejamos y respondemos al cambio climático".[cita requerida]